# Immigration en Australie
On estime que l'immigration en l'Australie commence il y a environ 50 000 ans, lorsque les ancêtres des Aborigènes d'Australie arrivent sur le continent australien via les îles de l'Insulinde et de la Nouvelle-Guinée.
Les Européens commencent à arriver aux XVIIe et XVIIIe siècles, mais la colonisation ne débute qu'en 1788.
Depuis la Seconde Guerre mondiale, 7 millions de personnes viennent en Australie dans l'intention de s'y installer. Parmi elles :
- 51,5 % sont des hommes et 48,5 % des femmes,
- 700 000 arrivent grâce à des programmes humanitaires, initialement, à la fin de la guerre, en tant que personnes déplacées, et, plus récemment, en tant que réfugiés.

Sur cette période, l'Australie voit sa population passer de 7 millions d'habitants en 1945 à 24,4 millions aujourd'hui. Le déclencheur de ce vaste mouvement migratoire est la fin de la Seconde Guerre mondiale, où des accords sont conclus avec la Grande-Bretagne, quelques pays européens et l'Organisation internationale pour les réfugiés, afin d'encourager l'immigration depuis une Europe déchirée par la guerre.
Le flot des migrants vers l'Australie reste sensiblement constant pendant les six décennies qui suivent 1950, à raison d'environ 1 million de personnes par décennie :
- 1,6 million entre octobre 1945 et le 30 juin 1960,
- environ 1,3 million pendant les années 1960,
- environ 960 000 pendant les années 1970,
- environ 1,1 million pendant les années 1980,
- plus de 900 000 pendant les années 1990,
- plus de 900 000 depuis l'année 2000.

L'arrivée annuelle la plus massive s'est produite pendant l'année budgétaire 1969-1970 avec 185 099 migrants, et la plus faible en 1975-1976 avec 52 752 personnes. Entre 2006 et 2009, le Royaume-Uni qui fournit le plus de migrants, et aujourd'hui, près d'un Australien sur quatre est né à l'étranger.
Si, aux points de vue flux migratoire ou attrait d'un pays, les chiffres de la migration brute, c'est-à-dire le nombre de migrants arrivant chaque année, sont significatifs, au point de vue de la démographie, il faut retenir plutôt les chiffres de la migration nette, qui est la différence entre le nombre de nouveaux migrants et le nombre de départs définitifs de résidents. Aujourd'hui, le département australien de l'immigration reconnaît que la mondialisation des affaires fait qu'un nombre important de migrants n'a pas l'intention de s'installer définitivement en Australie. La culture diversifiée de l'Australie est très distincte car le pays est composé d'un certain nombre de cultures, d'environ 200 nations et d'innombrables personnes. Et cela étant dit, environ un quart ou 25% de la population australienne sont des étrangers, ce qui montre à quel point les taux d'immigration sont raisonnables en Australie.

## Historique
L'arrivée des premiers hommes sur le continent australien put se faire vers la fin du Pléistocène, lors d'une période glaciaire qui fit baisser le niveau des mers de 100 à 150 mètres. L'Australie, la Nouvelle-Guinée et la Tasmanie, reliées ensemble par des isthmes émergés, formaient alors un plateau continental unique, appelé aujourd'hui Sahul. On pense que les premiers humains purent atteindre ce continent via les plus proches îles de l'Insulinde, en franchissant les quelques détroits qui subsistaient encore, mais qui étaient moins larges que maintenant. Le littoral australien s'étendait aussi davantage dans la mer de Timor, offrant aux premiers migrants un autre chemin possible pour atteindre ce but. Les estimations de l'époque de ces migrations varient considérablement : l'opinion, fondée sur des preuves, la plus largement acceptée situe cet événement il y a 40 000 ou 45 000 ans, certains citent même des dates plus anciennes, jusqu'à plus de 60 000 ans, et ce débat se poursuit parmi les spécialistes.
Aujourd'hui, le 26 janvier 1788 est célébré comme l'Australia Day, tout en étant considéré comme le « Jour de la survie » (Survival Day) ou le « Jour de l'Invasion » (Invasion Day) par certains Aborigènes et leurs sympathisants. Ce jour-là, la First Fleet débarqua la première population pénale à Sydney Cove, afin d'établir une colonie pénitentiaire. La nouvelle colonie fut officiellement déclarée Colonie de Nouvelle-Galles du Sud le 7 février suivant.
La colonie, qui comptait à l'origine une minorité de colons libres, fut d'abord principalement pénale. Aux tout premiers temps de l'installation, une autorisation était d'ailleurs nécessaire pour émigrer en Australie. Comme il coûtait plus cher de se rendre d'Europe en Australie que d'Europe aux États-Unis, les colonies australiennes eurent des difficultés à attirer les migrants. Dans les années 1840, ceci fut résolu en utilisant les idées de Edward Gibbon Wakefield, qui proposa de maintenir élevé le prix des terres et de subventionner les immigrants. Cette pratique se poursuivit jusqu'à l'obtention de l'autonomie, quand les électeurs refusèrent que l'argent des impôts servît à subventionner de nouveaux concurrents pour les emplois disponibles.

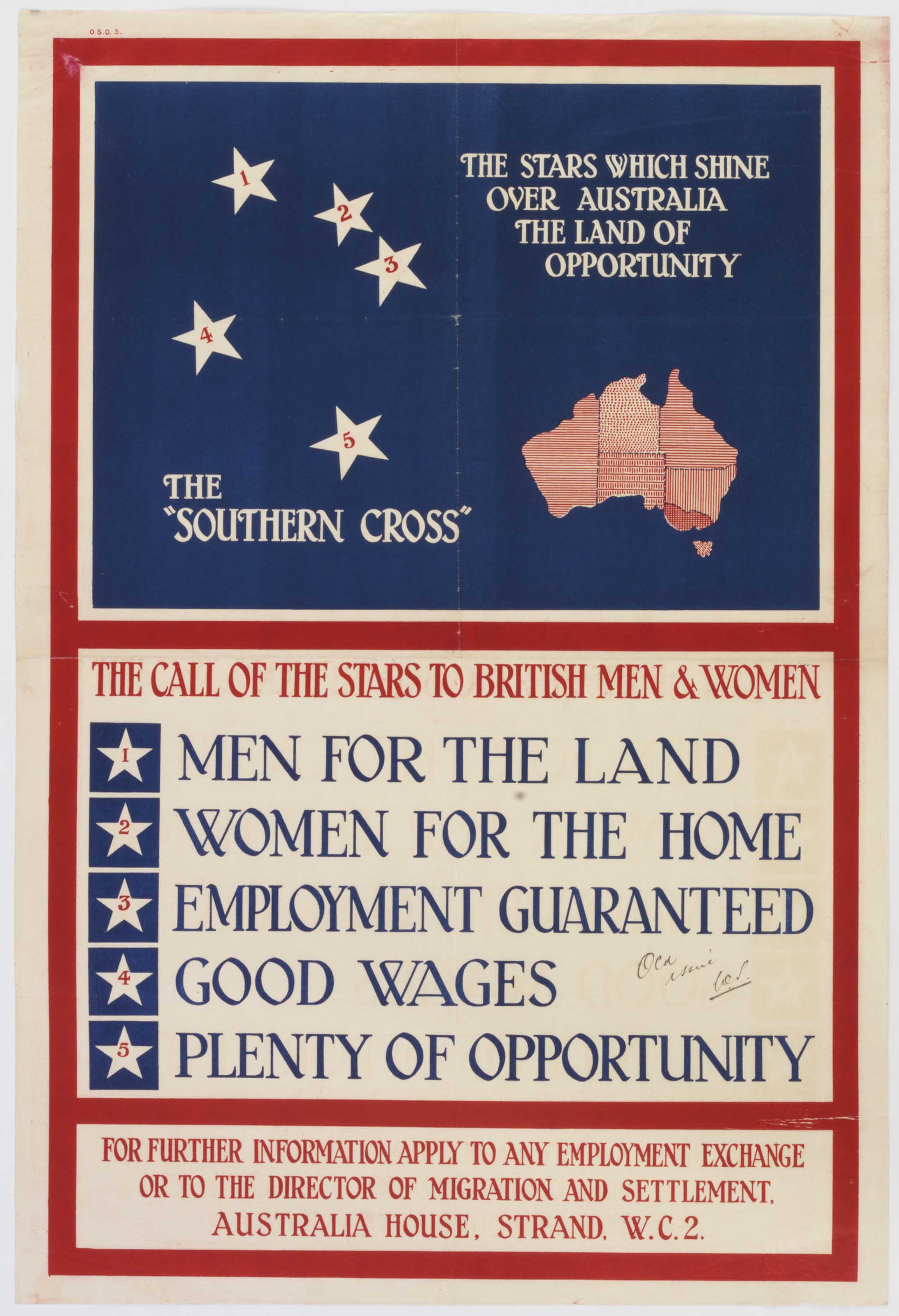
Une affiche de 1928 éditée par le gouvernement australien et destinée à attirer les immigrants britanniques. (Source: NAA).

L'ère des ruées vers l'or en Australie commença en 1851, provoquant un énorme accroissement de la population, comprenant un grand nombre de colons britanniques et irlandais, suivis par un certain nombre d'Allemands et autres européens, ainsi que par des Chinois. Ce dernier groupe fut sujet à des restrictions et à des discriminations croissantes, ce qui rendit impossible, pour beaucoup d'entre eux, leur installation définitive dans le pays. Lorsque les colonies australiennes se fédérèrent en une seule nation, une des premières lois à être votée par le nouveau gouvernement du Commonwealth fut la « loi de restriction de l'immigration de 1901 », connue sous l'autre nom de la politique de l'Australie blanche, qui était un renforcement et une unification de politiques coloniales disparates, visant à restreindre l'établissement des non-blancs. À cause de l'opposition du gouvernement britannique, un discours explicitement raciste fut évité dans la législation, le mécanisme de contrôle étant une dictée dans une langue européenne choisie par l'officier d'immigration. Lorsque l'immigrant était jugé indésirable, cette langue était, bien sûr, choisie parmi celles que l'immigrant ne connaissait pas, et, à partir de 1909, aucun de ces immigrants ne put réussir ce test. Le cas peut-être le plus célèbre fut celui de Egon Erwin Kisch, un journaliste tchécoslovaque de gauche, qui, à cause de son opposition au nazisme, avait été expulsé d'Allemagne. Il parlait cinq langues, mais échoua au test de la dictée, donnée en gaélique écossais. Il fut expulsé comme analphabète.
Le gouvernement réalisa également que s'il désirait des immigrants, il fallait les aider financièrement, car, étant donné son grand éloignement de l'Europe, l'Australie était pour les immigrants une destination plus chère et moins prisée que le Canada ou les États-Unis. De plus, le nombre de migrants nécessaires aux différentes étapes de la vie économique du pays pouvait être ainsi régulé en faisant varier l'importance de l'aide accordée. Avant 1831, peu d'immigrants recevaient de l'aide du gouvernement colonial. Entre cette date et 1901, année de la création de la fédération de l'Australie, les migrants assistés recevaient des subsides du gouvernement colonial, tandis que le gouvernement britannique payait la traversée des forçats, des pauvres, des militaires et des fonctionnaires.
| Période   | Moyenne annuelle des immigrants assistés |
| --------- | ---------------------------------------- |
| 1831–1860 | 18 268                                   |
| 1861–1900 | 10 087                                   |
| 1901–1940 | 10 662                                   |
| 1941–1980 | 52 960                                   |

Avec le déclenchement de la Grande Dépression, le gouverneur général déclara la fin provisoire de l'immigration, et le premier groupe à arriver après cette interruption était formé de 5 000 familles juives fuyant l'Allemagne en 1938. Les groupes agréés, tel que celui-ci, étaient assurés d'être admis sur le territoire australien, grâce à la délivrance d'un Certificat d'exemption du test de la dictée.

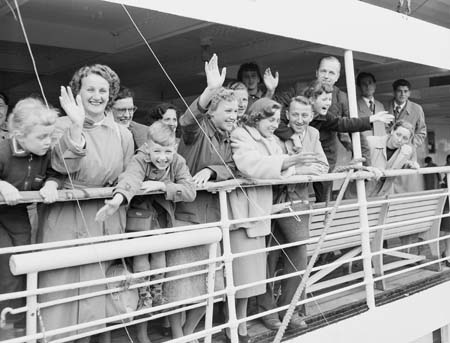
En 1954, arriva le 50000e migrant néerlandais ; Maria Scholte est à droite de la photo.

Après la Seconde Guerre mondiale, l'Australie lança un vaste programme d'immigration, estimant qu'ayant échappé de peu à une invasion japonaise, elle devait « se peupler ou périr ». Des centaines de milliers d'Européens déplacés émigrèrent vers l'Australie, et plus d'un million de sujets britanniques profitèrent du plan de migration aidée, ce qui les fit appeler communément les « Ten Pound Poms » (les angliches à 10 livres). Le voyage ne coûtait en effet que 10 £ aux adultes et était gratuit pour les enfants. Ce plan était initialement prévu pour les citoyens des pays du Commonwealth, mais, après la guerre, il fut progressivement étendu à d'autres pays, tels les Pays-Bas et l'Italie. Les conditions à remplir étaient simples : il suffisait d'être en bonne santé et d'avoir moins de 45 ans. À l'origine, il n'y avait aucune compétence requise, bien que, en accord avec la politique de l'Australie blanche, il fut très difficile pour les personnes métissées de bénéficier de ce plan. Les immigrants étaient attirés par des promesses d'emploi, de logement, un mode de vie plus décontracté et un meilleur climat.
Vers 1970, il y eut un changement fondamental dans la politique d'immigration. Pour la première fois depuis 1788, il y avait plus d'aspirants à l'immigration, même sans avantage financier, que le gouvernement n'était prêt à en accepter. Toutes les subventions furent abolies, et l'immigration devint de plus en plus difficile.
La protection des frontières et la question des demandeurs d'asile furent des sujets brûlants de la campagne électorale de 2001, à cause d'événements tels que les attentats du 11 septembre 2001, l'affaire du Tampa, celle des enfants jetés par-dessus bord et le naufrage du SIEV-X. Cette dernière affaire marqua le début de la controversée Solution du Pacifique. Le succès du gouvernement Howard à cette élection fut dû en grande partie à l'assentiment massif de la population à sa limitation restrictive de l'accueil des demandeurs d'asile. Malgré tout, le niveau moyen de l'immigration augmenta de manière substantielle sous le gouvernement Howard.
En décembre 2007, à la suite de la victoire du Parti Travailliste avec Kevin Rudd et des nombreuses dénonciations à propos de la Solution du Pacifique, cette dernière est abrogée et finalisée par l'accueil des derniers migrants en attente de statut depuis Nauru, ce qui montre une politique un peu plus ouverte à propos des réfugiés. Egalement, en 2011, en accord avec le "Migration Act' de 1958, de nouveaux visas temporaires seront créés afin de faciliter les démarches administratives pour, soit rester en Australie durant une courte durée, soit en sortir en règle.
La dernière décennie voit un revirement de point de vue à propos de l'immigration illégale, puisqu'elle est marquée par une soudaine hausse du nombre de migrants incarcérés dans les centres de rétentions depuis 2009, ce qui entraînera une nouvelle politique migratoire menée par Tony Ablott dès son élection en 2013 : l'Opération Frontières Souveraines. Cette politique a pour but de ramener les migrants illégaux, venant par la mer, vers leurs pays de départ avant qu'ils arrivent sur le territoire australien et de découvrir les réseaux de passeurs de migrants,. Dans le cas des bateaux arrivant sur le territoire australien, les migrants seront arrêtés et placés dans des centres de rétention jusqu'à ce qu'ils soient soit accueillis temporairement, soit expulsés tout en étant aidés par l'OIM pour le retour et la réintégration dans le pays d'origine. Le 31 mars 2018, le gouvernement annonce plus de 36 663 migrants comptabilisés dont la moitié ayant obtenu des visas temporaires; le reste étant soit encore dans des centres de rétention, soit ramenés dans leurs pays d'origine.

## Pays de naissance des résidents australiens

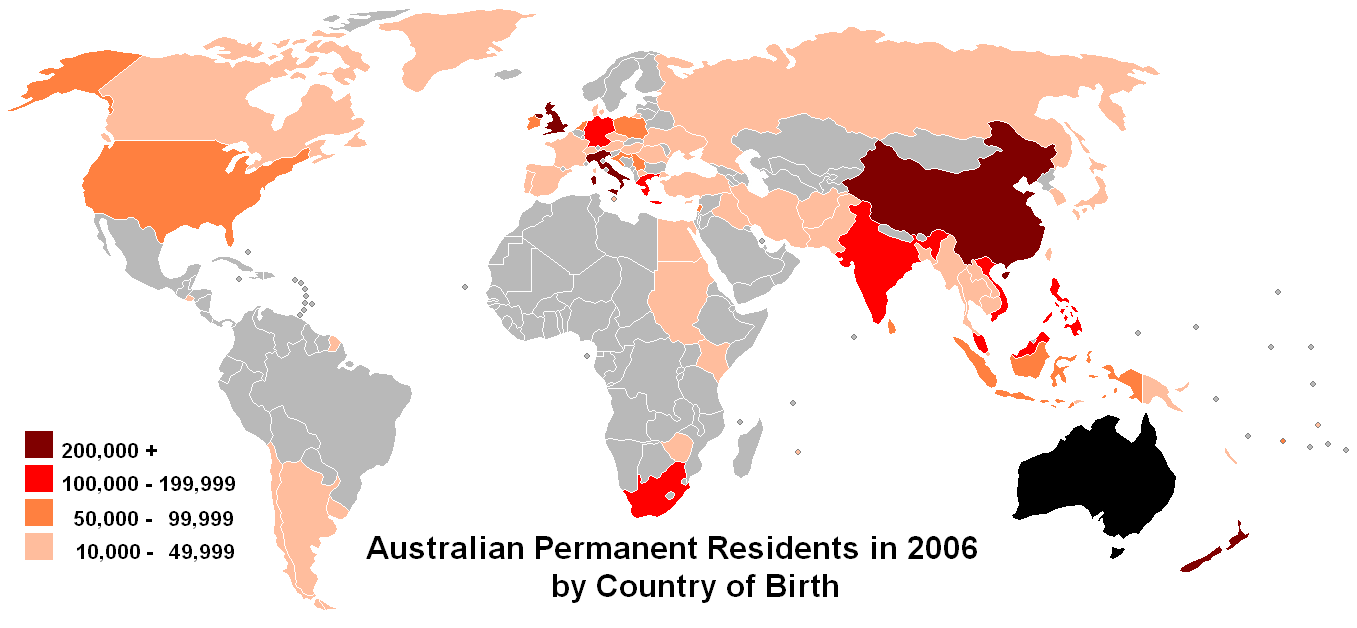
Pays de naissance des résidents australiens, estimation de 2006.
Source:Australian Bureau of Statistics

D'après le recensement de 2011, 5 290 436 personnes sont nées en dehors de l'Australie, soit 24,6 % de la population totale.
| Rang | Pays de naissance                                               | Population |
| ---- | --------------------------------------------------------------- | ---------- |
| 1    | Angleterre                                                      | 911 592    |
| 2    | Nouvelle-Zélande                                                | 483 396    |
| 3    | République populaire de Chine (hors Hong Kong, Taïwan et Macao) | 318 969    |
| 4    | Inde                                                            | 295 363    |
| 5    | Italie                                                          | 185 401    |
| 6    | Vietnam                                                         | 185 039    |
| 7    | Philippines                                                     | 171 233    |
| 8    | Afrique du Sud                                                  | 145 683    |
| 9    | Écosse                                                          | 133 432    |
| 10   | Malaisie                                                        | 116 196    |
| 11   | Allemagne                                                       | 108 003    |
| 12   | Grèce                                                           | 99 938     |
| 13   | Sri Lanka                                                       | 86 413     |
| 14   | États-Unis                                                      | 77 010     |
| 15   | Liban                                                           | 76 451     |
| 16   | Pays-Bas                                                        | 76 047     |
| 17   | Hong Kong                                                       | 74 955     |
| 18   | Corée du Sud                                                    | 74 538     |
| 19   | Irlande                                                         | 67 318     |
| 20   | Indonésie                                                       | 63 159     |
| 21   | Fidji                                                           | 56 979     |
| 22   | Croatie                                                         | 48 828     |
| 23   | Pologne                                                         | 48 678     |
| 24   | Singapour                                                       | 48 646     |
| 25   | Irak                                                            | 48 171     |
| 26   | Thaïlande                                                       | 45 466     |
| 27   | Malte                                                           | 41 274     |
| 28   | Macédoine                                                       | 40 221     |
| 29   | Canada                                                          | 38 871     |
| 30   | Égypte                                                          | 36 533     |

### Répartition des installations
Il y a certaines différences dans la répartition des installations, ainsi que le montrent les statistiques établies lors du recensement de 2006.
La Nouvelle-Galles du Sud, l'État le plus peuplé, compte aussi la plus grande population d'origine étrangère (1 544 023). Certaines nationalités sont très concentrées dans cet État : parmi tous ceux qui bénéficient du statut de résident australien, 74,5 % des Libanais d'origine, 63,1 % des Irakiens, 63,0 % des Coréens, 59,4 % des Fidjiens et 59,4 % des Chinois d'origine vivent en Nouvelle-Galles du Sud.
Le Victoria, le second État le plus peuplé, a aussi la seconde plus grande population d'origine étrangère (1 161 984). C'est là que l'on dénombre, parmi les résidents australiens, 50,6 % des Sri Lankais d'origine, 50,1 % des Turcs d'origine, 49,4 % des Grecs d'origine et 41,6 % des Italiens d'origine.
L'Australie-Occidentale, avec ses 528 827 résidents nés à l'étranger, a la plus forte proportion de population d'origine étrangère. Cet État attire 29,6 % de tous les résidents australiens nés à Singapour, et se trouve juste derrière la Nouvelle-Galles du Sud pour la population d'origine britannique.
Le Queensland avait 695 525 résidents nés à l'étranger, et attirait la plus forte proportion de résidents nés en Papouasie-Nouvelle-Guinée (52,4 %) et en Nouvelle-Zélande (38,2 %).

## Impacts environnementaux, économiques et sociaux
Il y a, chez les Australiens, une multitude de points de vue sur la composition et l'amplitude de l'immigration, ainsi que sur les effets possibles de sa modification et d'une variation de l'accroissement démographique. Certaines de ces opinions se fondent sur des données empiriques, d'autres sont plus spéculatives. En 2002, une étude démographique, menée par le CSIRO, intitulée « Future Dilemmas », et commandée par le DIMA d'alors, mit en évidence six risques causés par une croissance démographique déterminée par l'immigration. Les six risques mentionnés étaient :
- l'augmentation continuelle du nombre des personnes âgées, malgré une immigration qui compenserait fortement, en valeur relative, le vieillissement de la population et le déclin des naissances,
- une aggravation du déséquilibre de la balance commerciale du pays, due à davantage d'importations et à une plus forte consommation de la production locale,
- une augmentation de l'émission de gaz à effet de serre,
- un usage excessif des terres agricoles, de la pêche et une exploitation exagérée des gisements nationaux de pétrole et de gaz,
- un déclin de la qualité de l'air des villes, de l'eau des rivières et de la biodiversité[18].

### Environnement
Certains membres du mouvement écologique australien, en particulier ceux de l'organisation « Sustainable Population Australia », pensent que, l'Australie étant le continent habité le plus aride au monde, elle ne peut continuer à maintenir son taux actuel de croissance démographique, sans atteindre la surpopulation. SPA affirme également que le changement climatique conduira à une détérioration des écosystèmes naturels, à cause de phénomènes météorologiques extrêmes, une réduction de la pluviosité dans le sud du continent, réduisant ses capacités à subvenir aux besoins d'une population grandissante. L'organisation britannique Optimum Population Trust soutient que l'Australie est surpeuplée, et pense que, pour maintenir son niveau de vie actuel, sa population optimale est de 10 millions, et que, avec ses 20,86 millions d'habitants, son niveau de vie se dégradera.
Certains affirment que l'immigration aggrave le changement climatique, argumentant que les immigrants viennent de pays à faibles taux d'émission de gaz à effet de serre par habitant vers des pays à forts taux d'émission, comme l'Australie. Un certain nombre d'observateurs du changement climatique considèrent que le contrôle de la population est un élément essentiel pour lutter contre le réchauffement climatique. L'Australie pourrait connaître dans l'avenir des sécheresses plus fréquentes et plus sévères, selon un rapport du 6 juillet 2008, commandé par le gouvernement australien. L'écologiste Tim Flannery, Australien de l'année 2007, a prédit que, si aucune mesure radicale n'est prise, Perth en Australie-Occidentale pourrait bien devenir la première métropole fantôme, abandonnée par ses habitants en raison du manque d'eau. Des analyses ont montré que l'accroissement démographique australien a été l'une des principales raisons de l'augmentation de l'émission des gaz à effet de serre à l'échelle du pays. De plus, il se trouve que les taux d'émission de gaz à effet de serre par habitant des pays d'où viennent les immigrants sont en moyenne 42 % plus faibles que le taux australien. Cela veut dire que, si les immigrants changent de style de vie et adoptent celui des Australiens, ils vont augmenter globalement l'effet de serre. On a calculé que chaque groupe de 70 000 immigrants aura ajouté 20 millions de tonnes supplémentaires de gaz à effet de serre d'ici 2012, et 30 millions de tonnes d'ici 2020. Une autre étude, parue dans la revue Nature du 23 mars 2005, contredit ce résultat, en prétendant que l'immigration n'a pas d'effet sur le réchauffement climatique, affirmant que si l'immigration accroît la population d'un pays, elle n'affecte pas la valeur de la population mondiale
Plus de 80%, des demandes d'asile du a l'environnement, vient des îles Tuvalu, dus à la montée des eaux que le pays est touché.

### Logement
Un certain nombre d'économistes, comme Rory Robertson, analyste à la Macquarie Bank, assurent qu'une immigration importante, associée à la propension des nouveaux arrivants à se fixer dans les villes principales, aggrave le problème du prix de l'immobilier en Australie. Selon Robertson, la politique du gouvernement fédéral, qui maintient de hauts niveaux d'immigration, qui accorde des déductions d'impôt sur les plus-values et des primes pour encourager les naissances, entretient la demande de logements. Cette politique a un effet plus grand sur le prix de l'immobilier que le déblocage de terres agricoles en périphérie des villes. Pourtant, la Productivity Commission ne reconnaît pas que la pression démographique est le moteur principal des fortes hausses du prix des maisons, affirmant que c'est plutôt la demande grandissante pour des logements de meilleure qualité et mieux situés, qui a fait grimper les prix, et non pas la demande de davantage de logements.
Le rapport d'enquête no 28 de 2004 de la « Productivity Commission », intitulé First Home Ownership (« accession à la propriété ») affirme aussi que « l'augmentation de l'immigration au milieu des années 1990 a fortement contribué à la demande immobilière, particulièrement à Sydney et à Melbourne ». Lors de sa soumission à ce rapport, la Reserve Bank of Australia a déclaré également que « l'augmentation rapide du nombre des visiteurs étrangers, notamment des étudiants, peut avoir accru la demande de logements à louer ». Pourtant le point important de ce rapport était le traitement statistique des résidents. « Les chiffres de la croissance démographique, fournis par l'Australian Bureau of Statistics, omettent certains groupes de personnes, tels que les étudiants étrangers et les hommes d'affaires migrants, qui ne demeurent pas un an sans discontinuité en Australie ». Cette omission des statistiques oblige à cet aveu : « La commission reconnaît que l'estimation de la population, faite par l'Australian Bureau of Statistics, n'est pas exacte quand on veut l'appliquer à la demande immobilière. Étant donné le flux important d'étrangers venant en Australie ces dernières années pour étudier ou pour travailler, il paraît fortement probable que les déplacements de ces visiteurs de courte durée a contribué à l'augmentation de la demande immobilière. La Commission n'est cependant pas au courant d'une quelconque recherche qui quantifierait ces effets ».

### Emploi
Selon un chercheur, des milliers d'informaticiens acceptant de faibles salaires arrivent en Australie, dégradant les perspectives d'embauche des jeunes diplômés en informatique, et réduisant les salaires de ce secteur. Cependant, d'autres recherches, commanditées par le DIAC, ont constaté que, grâce à l'arrivée d'un grand nombre d'immigrants possédant un niveau élevé de formation et à la structuration du marché du travail australien, les Australiens relativement peu qualifiés ont vu s'accroître leurs perspectives d'emploi.
Le ministre de l'immigration, Chris Evans, a dit en mai 2008 qu'il voulait « une importante révision du programme d'immigration afin d'accroître le nombre de candidats à l'immigration, tant qualifiés que non qualifiés » et que « le gouvernement va probablement approuver un programme pilote destiné aux travailleurs étrangers venant du Pacifique Sud ».
En octobre 2008, en réponse à une question concernant une possible réduction du niveau de l'immigration, en prévision d'une croissance du chômage due à la crise financière de 2007-2010, le Premier ministre Kevin Rudd a répondu que : « Comme tous les autres gouvernements précédents, à chaque fois que nous nous fixerons des objectifs migratoires, nous les ajusterons en fonction des contraintes économiques du moment ».
En février 2009, l'Australie indiqua qu'elle allait réduire le flot migratoire annuel pour la première fois depuis huit ans, à cause du ralentissement économique et du fléchissement de l'offre d'emploi. Le ministre de l'immigration, Chris Evans, dit : « nous reconnaissons que nous nous attendons à une réduction des offres d'emploi. Comme ce programme est très dépendant du marché de l'emploi, nous allons procéder à une réduction de ce programme ».
En mars 2009, on annonça que « le gouvernement avait réduit de 14 % l'objectif migratoire de l'année à cause de la crise financière ». Le programme d'« immigration permanente » (migrants qualifiés) allait être ramené à 115 000 entrées cette année budgétaire
.
Les syndicats australiens ont parfois exposé des tentatives d'employeurs pour introduire dans le pays des travailleurs étrangers, afin d'éviter de payer des salaires plus élevés aux travailleurs locaux.

### Économie
L'ancien ministre des finances, Peter Costello, considère que l'Australie est sous-peuplée en raison de son faible taux de natalité, et prétend qu'une décroissance démographique aura des effets nuisibles à long terme sur l'économie, lorsque la population aura pris de l'âge et que le marché de l'emploi sera devenu moins compétitif. Pour éviter ce funeste résultat, le gouvernement a intensifié l'immigration afin de combler les vides du marché du travail, et a introduit une allocation de naissance, afin d'encourager les familles à concevoir davantage d'enfants. Mais les opposants à cette croissance démographique, comme l'organisation « Sustainable Population Australia », s'appuyant sur le niveau de l'immigration actuelle et les prévisions de natalité, ne croient pas que la population va se stabiliser, puis décliner.
Il n'est pas certain que l'immigration réduise le vieillissement de la population australienne. Dans un article, intitulé « Population Futures for Australia: the Policy Alternatives », le chercheur Peter McDonald prétend que « c'est une absurdité démographique que de croire que l'immigration peut aider à maintenir la jeunesse de notre population ». Pourtant, selon Creedy et Alvarado (p. 99), d'ici 2031 la proportion des plus de 65 ans chutera de 1,1 %, si l'immigration nette est de 80 000 personnes par an. Si l'immigration nette est de 170 000 par an, la proportion des plus de 65 ans sera réduite de 3,1 %. Depuis 2007, sous le gouvernement de John Howard, l'immigration nette était de 170 000 par an.
Selon le ministère des finances, l'immigration peut abaisser l'âge moyen des Australiens : « L'immigration nette est importante : l'arrivée d'étrangers en Australie réduit le vieillissement de la population, car les nouveaux arrivants sont en moyenne en dessous de la moyenne d'âge des résidents. Actuellement, environ 85 % de ceux-ci ont moins de 40 ans au moment de leur arrivée, comparés aux 55 % de la population résidente ».

### Immigration illégale: expulsions vers Nauru et la Papouasie-Nouvelle-Guinée
Depuis le début des années 2000, l'Australie expulse les réfugiés arrivés sur son sol vers Nauru et la Papouasie-Nouvelle-Guinée en échange d'une compensation financière (sous forme d'aide au développement) pour ces deux États pauvres. Plusieurs milliers de personnes sont détenues dans des camps construits par le gouvernement australien et gérés par des sociétés privées dans l'attente que leur dossier soit examiné. Selon les associations de défense des droits humains, cette politique viole le droit international, notamment la convention de Genève. Le gouvernement relève en revanche une forte diminution des arrivées clandestines, passées de plus de 3 000 par an entre 1999 et 2001 à moins de 150 par an entre 2002 et 2008. Le coût du programme (interception des bateaux, frais de gestion des camps) s'élève à plus d'un milliard de dollars australiens pour la période 2002-2007, et à plus de 5 milliards pour la période 2012-2017.
Depuis la fin de l'année 2001, l'Australie a également accueilli des demandeurs d'asile sur l'Île Christmas (à Phosphate Hill), puis le gouvernement a décidé - en 2002 - de la construction d'un centre de rétention (IRPC), fermé en 2018.
En dépit des restrictions d’accès imposées par les autorités, plusieurs enquêtes successives dénoncent les conditions de vie des détenus. Le Haut Commissariat des Nations unies pour les réfugiés (HCR) évoque une « détention systématique et arbitraire » contraire au droit international, et critique l’absence de solution à long terme pour des personnes maintenues dans l’incertitude. L’ONG Médecins sans frontières décrit une population « au-delà du désespoir » et recense « un nombre alarmant de tentatives de suicide et de cas d’automutilation ».